# هیزل دل ساوت (واشینگتن)
هیزل دل ساوت (به انگلیسی: Hazel Dell South) یک منطقهٔ مسکونی در ایالات متحده آمریکا است که در شهرستان کلارک، واشینگتن واقع شده‌است. هیزل دل ساوت ۵٫۶ کیلومتر مربع مساحت و ۶٬۶۰۵ نفر جمعیت دارد.